# 200003 Aokeda
200003 Aokeda è un asteroide della fascia principale. Scoperto nel 2007, presenta un'orbita caratterizzata da un semiasse maggiore pari a 3,1834426 UA e da un'eccentricità di 0,0575377, inclinata di 13,48118° rispetto all'eclittica.